# Cardenal Caro (estación)
Cardenal Caro es una estación ferroviaria que forma parte de la red del Metro de Santiago de Chile. Se encuentra subterránea, entre las estaciones Los Libertadores y Vivaceta de la  Línea 3.

## Características y entorno
Esta estación se encuentra en la intersección de la Avenida Independencia y Cardenal Caro. La entrada a la estación se ubica en terrenos que pertenecían a una ferretería y una carnicería, expropiadas en junio de 2012, en la esquina nororiente.
En el entorno de la estación se encuentran varios locales minoristas, además de una feria que se instala regularmente en la zona. Además, contigua a la estación está el Centro Deportivo de Conchalí, un complejo deportivo compuesto por dos canchas de fútbol sintéticas.

### Accesos
| Acceso | Intersección                                       |
| ------ | -------------------------------------------------- |
| A      | Av. Independencia con Av. Cardenal José María Caro |

## Origen etimológico
La estación se ubica a unos metros de la Avenida Cardenal José María Caro. La Avenida recuerda a José María Caro, VIII Arzobispo de Santiago de Chile y el primer prelado chileno en ser creado Cardenal por la Santa Sede.

## Galería

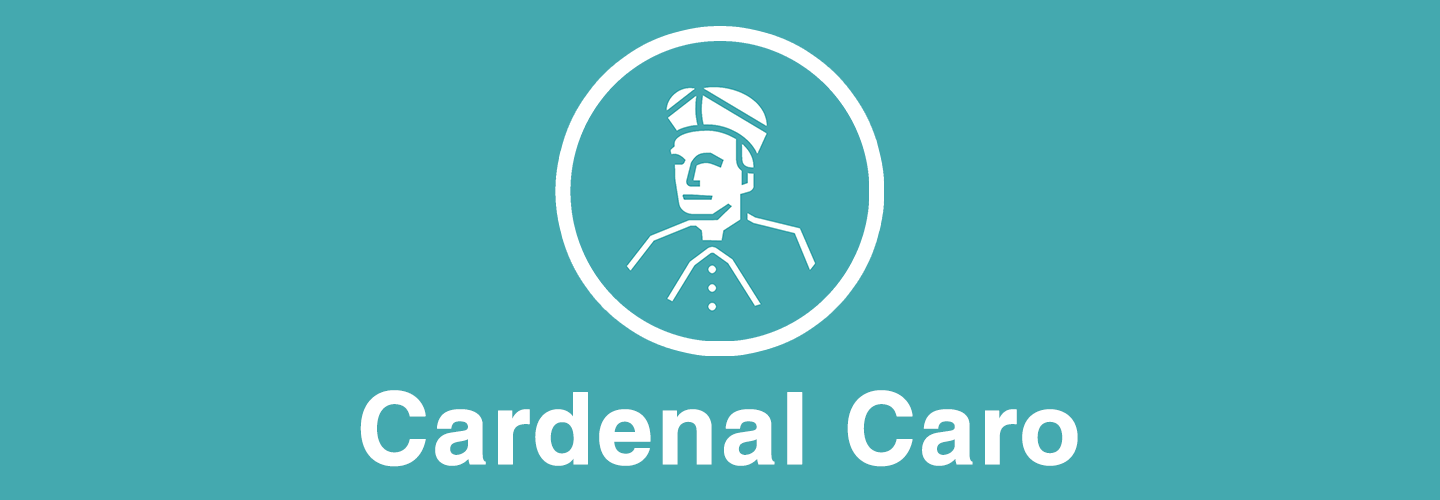
Cenefa utilizada en los andenes.

## Conexión con Red Metropolitana de Movilidad
La estación posee 4 paraderos de la Red Metropolitana de Movilidad en sus alrededores, los cuales corresponden a:
| Paradero/ Código                       | Recorridos                                                                                                |
| -------------------------------------- | --- |
| Parada 1 / Metro Cardenal Caro (PB188) | 201 (San Bernardo) - 264n (Santo Tomás) - 308 (Mapocho)                                                   |
| Parada 2 / Metro Cardenal Caro (PB233) | 201 (Mall Plaza Norte) - 264n (Pedro Fontova) - 308 (Quilicura) - B19 (Metro Vespucio Norte)              |
| Parada 3 / Metro Cardenal Caro (PB964) | B06 (Metro Zapadores) - B21 (Plaza Chacabuco)                                                             |
| Parada 4 / Metro Cardenal Caro (PB937) | 230 (Los Libertadores) - B06 (Santa Laura) - B11 (Lo Marcoleta) - B12 (Lo Marcoleta) - B21 (Lo Marcoleta) |